# Mecistocephalus ciliatus
Mecistocephalus ciliatus är en mångfotingart som beskrevs av Yoshioki Takakuwa 1942. Mecistocephalus ciliatus ingår i släktet Mecistocephalus och familjen storhuvudjordkrypare.
Artens utbredningsområde är Palau. Inga underarter finns listade i Catalogue of Life.